# Sueño sin movimientos oculares rápidos
El sueño sin movimientos oculares rápidos (NMOR o NREM en inglés) o sueño sincronizado es uno de los dos estados del sueño. Se alterna periódicamente con el sueño con movimientos oculares rápidos (MOR o REM en inglés). De acuerdo a la Academia Estadounidense de Medicina del Sueño, el NMOR se divide en tres fases: N1, N2 y N3 (también llamada sueño de ondas lentas). Cada fase cuenta con electroencefalografías (EEG) y otras características propias.
En el paso de la primera a la tercera fase, las ondas cerebrales ralentizan y sincronizan y los ojos permanecen inmóviles. No obstante, en la etapa tres, el sueño más profundo, las EEG muestran «ondas y husos de gran amplitud y baja frecuencia». A diferencia del MOR, en el NMOR los movimientos oculares son escasos y no hay parálisis muscular. Por lo anterior, es durante esta fase que puede presentarse el sonambulismo. Se considera que la actividad mental ocurrida durante el sueño NMOR es similar al pensamiento, en comparación con la «alucinatoria y de contenido extraño» presente en el sueño MOR.

## Fases del sueño NMOR
En su estandarización de 1968, Rechtschaffen y Kales dividieron el sueño sin movimientos oculares en cuatro fases. No obstante, en 2007, la Academia Estadounidense de Medicina del Sueño (AASM, por sus siglas en inglés), redujo esta subdivisión a tres. Las fases del sueño NMOR son:
- Fase 1 (N1). En su mayor parte, ocurre al inicio del sueño y presenta movimientos oculares lentos.[7][8] Las ondas alfa disminuyen y aparecen las theta.[9] Es común que en esta fase se experimenten los espasmos mioclónicos.[7] Las personas se despiertan fácilmente con «ruidos perturbadores». Constituye entre el 2 y el 5 % del sueño total.[8] No hay husos ni complejos K[10] y se reduce el tono muscular.[11]
- Fase 2 (N2). Luego de diez o doce minutos en la fase 1, inicia la fase 2, que representa entre 45 y 55 % del total del sueño.[9] No se presentan movimientos oculares y la actividad cerebral se ralentiza.[7] Las electroencefalografías (ECG) muestran los característicos husos y complejos K, además aparecen, en pequeñas cantidades, las ondas delta.[9] El tono muscular es aún más reducido que en la fase 1.[11] En la fase 2, se necesita un «estímulo más intenso» para despertar a las personas.[8]
- Fase 3 (N3). Previamente dividida en Fase 3 (F3) y Fase 4 (F4), también es conocido como sueño de ondas lentas (SOL).[3] La fase 3, que es la más profunda del sueño NMOR,[11] ocupa entre el 15 y 20 % del total del sueño[9] y está caracterizada por las ondas delta.[11] No hay actividad muscular o movimientos oculares. En esta fase es muy difícil despertar a las personas. Comúnmente, quienes son despertados se muestran atontados y desorientados.[7] En esta etapa se pueden presentar episodios de despertar confuso, sonambulismo o terrores nocturnos,[10] así como enuresis nocturnas en niños.[7]

Con el paso de la fase 3 al sueño de movimientos oculares rápidos (MOR), la respiración, la frecuencia cardíaca y la presión sanguínea se aceleran. Además, los ojos se mueven rápidamente en varias direcciones y se presenta una parálisis muscular temporal. Aproximadamente, los ciclos de sueño MOR-NMOR tienen una duración de 90 minutos.
|             |
| Fase 1 (N1) |

|             |
| Fase 2 (N2) |

|             |
| Fase 3 (N3) |

## Ensueño durante la fase NMOR
El ensueño puede estar presente en el sueño NMOR, sin embargo, muestra diversas diferencias con el presente en el sueño MOR. Según McNamara et al. (2010), por lo general, las personas despertadas durante el sueño MOR reportan ensueños. Estos tienen contenidos más emocionales (comúnmente emociones desagradables), extraños o «improbables». En contraste, los ensueños en la fase NMOR son más «familiares». Eisener (2011) agrega que estos ensueños son más «fragmentarios», relacionados con cuestiones de la vida diaria o, incluso, puede no presentarse alguna actividad mental.
Usualmente, en los ensueños MOR están más presentes las «interacciones sociales agresivas», mientras que en el NMOR lo están las «interacciones amistosas». Un estudio encontró que los ensueños reportados de fase NoMOR eran, en comparación con el ensueño MOR, menos «notables en cantidad, viveza y emoción».